# Zamkowa (Góry Sowie)
Zamkowa (niem. Burgberg), 600 m n.p.m. – dwuwierzchołkowe wzniesienie w południowo-zachodniej Polsce, w Sudetach Środkowych, w Górach Sowich.

## Położenie i opis
Wzniesienie położone na Obszarze Chronionego Krajobrazu Gór Bardzkich i Sowich w północno-wschodniej części Gór Sowich, na północno-wschodniej krawędzi, około 2,5 km na południe od centrum miejscowości Jodłownik, po wschodniej stronie od Przełęczy Woliborskiej.
Dwuwierzchołkowe wzniesienie w kształcie małego grzbietu o zróżnicowanej rzeźbie i ukształtowaniu oraz stromych zboczach z mało wyrazistą częścią szczytową. Wznosi się na końcu bocznego, wąskiego, miejscami skalistego grzbietu, odchodzącego od Szerokiej w kierunku północno-wschodnim, który stromo opada do linii sudeckiego uskoku brzeżnego. Drugi szczyt wzniesienia o wysokości 580 m n.p.m. położony jest ok. 350 m. na północny wschód od szczytu głównego.
Wzniesienie wyraźnie wydzielają wykształcone górskie doliny: od północnego zachodu dolina Zamkowego Potoku, a od południowego wschodu dolina Tartacznego Potoku. Od pobliskiego wyższego wzniesienia Zległe, położonego ok. 1100 m. po południowo-zachodniej stronie oddzielone jest małym płytkim siodłem. Wzniesienie zbudowane z prekambryjskich gnejsów i migmatytów. Zbocza wzniesienia pokrywa niewielka warstwa młodszych osadów z okresu zlodowaceń plejstoceńskich. Cała powierzchnia wzniesienia łącznie z partią szczytową porośnięta jest lasem bukowo-świerkowym regla dolnego z niewielką domieszką brzozy i jarzębiny. Grzbietem przez szczyt wzniesienia prowadzi droga leśna z Wiatraczyna na szczyt Szerokiej. U północno-zachodniego podnóża wzniesienia, położona jest miejscowość Wiatraczyn. Położenie wzniesienia, kształt oraz mało wyraźny szczyt czynią wzniesienie trudno rozpoznawalnym w terenie.

## Ciekawostki
- Na niższym wierzchołku Zamkowej znajdują się pozostałości po dawnym zameczku lub strażnicy granicznej Hannigburg o owalnym zarysie, otoczonym fosą. Obiekt pochodzi prawdopodobnie z XIV wieku, stanowił zabezpieczenie rubieży Księstwa świdnicko – jaworskiego. Nie są znane dzieje budowli, można przypuszczać, że podobnie jak wiele innych gródków został zniszczony podczas wojen husyckich i od tamtej pory pozostał w ruinie[1]. Do obecnych czasów zachowały się niewielkie pozostałości fundamentów okrągłej wieży z cysterną, kuta w skale piwnica i pozostałości suchej fosy[1]. Nie zachowały się ślady innych przyzamkowych budowli. Całość obiektu zarośnięta jest drzewami. Ruiny zameczku do 1945 r. stanowiły pomnik dziedzictwa kulturowego[1].
- Pierwsze wzmianki w literaturze naukowej na temat obiektu obronnego znajdującego się na Zamkowej Górze pochodzą z końca XIX wieku[1].
- Północno-wschodnim zboczem góry przebiega granica administracyjna między powiatem dzierżoniowskim i ząbkowickim poniżej niższego szczytu granica skręca prostopadłe na północny zachód w stronę wzniesienia Czeszka.
- Zamek na wzniesieniu strzegł od śląskiej strony traktu komunikacyjnego, przecinającego główny grzbiet Gór Sowich na Przełęczy Woliborskiej, oddalonej około 1,5 km od zamku. Głównym grzbietem Gór Sowich przebiegała w średniowieczu granica między Śląskiem a Czechami.

## Inne
- Wzniesienie w przeszłości nosiło nazwę: Burgberg[1].
- Ze wzniesienia roztacza się panorama Kotliny Dzierżoniowskiej na tle Masywu Ślęży.
- W wielu publikacjach wzniesienie ze względu na pozostałości obiektu obronnego znajdującego się na nim nazywane jest Zamkowa Góra.